# 菅原文仁
菅原 文仁（すがわら ふみひと、1975年（昭和50年）7月30日 - ）は、日本の政治家。埼玉県戸田市長（2期）、東京経営短期大学客員教授。元埼玉県議会議員（2期）、元戸田市議会議員（2期）。

## 来歴
小学校5年生のときから戸田市で暮らし始める。戸田市立美谷本小学校、戸田市立美笹中学校、埼玉県立伊奈学園総合高等学校卒業。1998年（平成10年）、日本体育大学卒業。同年、社会体育事業を目的とする会社を設立。2004年（平成16年）、同社の代表を辞任し退職。
2005年（平成17年）、戸田市議会議員に初当選。2009年（平成21年）に再選。2011年（平成23年）、埼玉県議会議員選挙に無所属で立候補し初当選。2015年（平成27年）、再選。
2017年（平成29年）12月18日、任期満了に伴う戸田市長選挙に立候補する意向を表明した。
2018年（平成30年）3月25日に行われた市長選で、現職の神保国男市長から後継指名を受けた元北本市長・元戸田市副市長の石津賢治（自民党推薦）、元市議の望月久晴らを破り、26,029票を獲得して初当選を果たした。投票率は38.19％。3月31日、市長就任。
2022年（令和4年）3月20日の市長選挙では、当選無効により戸田市議を失職した諸派新人のスーパークレイジー君が無投票当選阻止を掲げて立候補したが、これを破り、37,092票を得て再選。

## 親族
父の菅原寛、母の長谷川たか子、実妹の菅原リサ（現姓・豊島）は体操競技選手。妹はユニバーシアードで金メダルを獲得し、アトランタオリンピックに出場。現在は戸田市スポーツセンターで指導者を務める。